# Fernbach József
Apatini Fernbach József (Budapest, Józsefváros, 1902. január 8. – Budapest, Józsefváros, 1968. május 18.) bel- és ideggyógyász, egyetemi adjunktus.

## Élete
Apatini Fernbach József (1864–1935) bácskai nagybirtokos, országgyűlési képviselő és beheimi Huber Gizella Aranka (1862–1939) legkisebb fiaként született. Testvérei Fernbach Bálint (1899–1967) főispán és Fernbach László (1900–1949) voltak.
Középiskolai tanulmányait 1911 és 1919 között a Kegyes-Tanítórendiek Budapesti Főgimnáziumban végezte, majd felvételt nyert a Pázmány Péter Tudományegyetem Orvostudományi Karára, ahol 1925. január 31-én avatták orvosdoktorrá. 1925 és 1930 között az I. sz. Belklinika díjtalan, 1930 és 1932 között díjas gyakornoka, 1932 és 1935 között tanársegéde volt. 1928-ban belgyógyászatból szakorvosi vizsgát tett. 1928/1929-ben a kultuszminisztérium belföldi ösztöndíjában részesült. Később az Országos Társadalombiztosítási Intézetnél dolgozott. 1940-ben ugyanitt főorvossá nevezték ki. Az 1950-es évektől haláláig az Ortopédiai Klinika tanársegéde, majd adjunktusa volt.
Tagja volt a Belgyógyász Szakcsoportnak (ezen belül a Cardiológiai, a Haematológiai és az Angiológiai Sectio), az Ideg- és Elme Szakcsoportnak, a Magyar Biológiai Társaságnak (ezen belül a Gerontológiai Szakosztály), a Histochemiai Szakcsoportnak és a Sebész Szakcsoport Anaesthesiológiai Sectiójának.
A Farkasréti temetőben nyugszik.

### Családja
Első felesége Jász Margit Erzsébet (1902–1993) volt, akivel 1926. január 9-én Budapesten kötött házasságot. Egy fiuk született, József (1928–?). 1932-ben elváltak. Második házastársa, 1932-től Mihálfy (Mihályffy) Emília (1908–?) volt, akitől Fernbach Melinda (1935–?) nevű lánya született.

## Művei
- A parathormone hatásáról az adrenalinérzékenységre. Csépai Károllyal. (Orvosi Hetilap, 1928, 26.)
- Termel-e a pajzsmirigy a thyroxinon kívül egyéb hormont is? Csépai Károllyal. (Orvosi Hetilap, 1928, 27.)
- Adatok a Basedow-kór és hyperthyreosis diagnostikájához. Leszler Antallal. (Orvosi Hetilap, 1928, 51.)
- A hypophysis-készítményekről a diabetes insipidussal kapcsolatban. Benkovics Zoltánnal. (Orvosi Hetilap, 1929, 12.)
- A mellékpajzsmirigykivonat hatása a vérképre. Pelláthy Istvánnal. (Orvosi Hetilap, 1929, 15.)
- A hypophysis hátsólebenykivonatának hatása a gázcserére. Schill Imrével. (Magyar Orvosi Archívum, 1930, 31.)
- A vérsavó vegyhatásának befolyása a növényi csira fejlődésére. Weiss Istvánnal. (Orvosi Hetilap, 1931, 9.)
- Insulinhypoglycaemia vizsgálatok Addison-kórban. Dekker Endrével. (Orvosi Hetilap, 1931, 40.)
- A vegetatív idegrendszer állapota idült polyarthritisben. Buday Lászlóval. (Orvosi Hetilap, 1932, 45.)
- Agybetegek insulinérzékenysége. (Orvosi Hetilap, 1932, 50.)
- A szív korai syphilise. (Orvosi Hetilap, 1933, 40.)
- Hasi tüneteket okozó koszorúér-thrombosis. (Orvosi Hetilap, 1934, 20.)
- Az elektrokardiogramm megváltozásáról kamraextrasystole után. (Orvosi Hetilap, 1935, 2.)
- Kedvező kórjóslatú vezetési zavara kamrákon belül. (Orvosi Hetilap, 1937, 14.)
- Ólommal foglalkozó munkások vérkeringési szervei. Szinnyai Miklóssal. (Orvosi Hetilap, 1939, 18–19.)
- A paroxysmalis tachycardia okozta szívizombántalom. (Orvosi Hetilap, 1944, 37.)
- A szokásos kezeléssel dacoló luesesperiostitis multiplex penicillinnel gyógyult esete. (Orvosok Lapja, 1948, 43.)
- Antihaemophiliás plasmával szerzett tapasztalatok. Feszler Györggyel, Juhász Lászlóval és Sztudinka Gyulával. (Orvosi Hetilap, 1957, 49.)
- Az osteoporosis és terápiája. (Az MTA Biológiai Tudományok Osztályának Közleményei, 1959)
- A serumfehérjék papírelektroforetikus vizsgálatának jelentősége a csonttumor-diagnosztikában. Massányi Lajossal, Pintér Józseffel. (Orvosi Hetilap, 1963, 35.)
- Rachitises betegek anabolikus hormon-kezelésével szerzett tapasztalataink. Glauber Andorral, Sillár Pállal. (Gyermekgyógyászat, 1964, 1.)
- A Ludeck-syndroma kórisméjéről és kezeléséről. Bársony Istvánnal, Bolner Gézával. (Magyar traumatológia, orthopaedia és helyreállító sebészet, 1966, 2.)